# Анна Пужоль Пучвеї

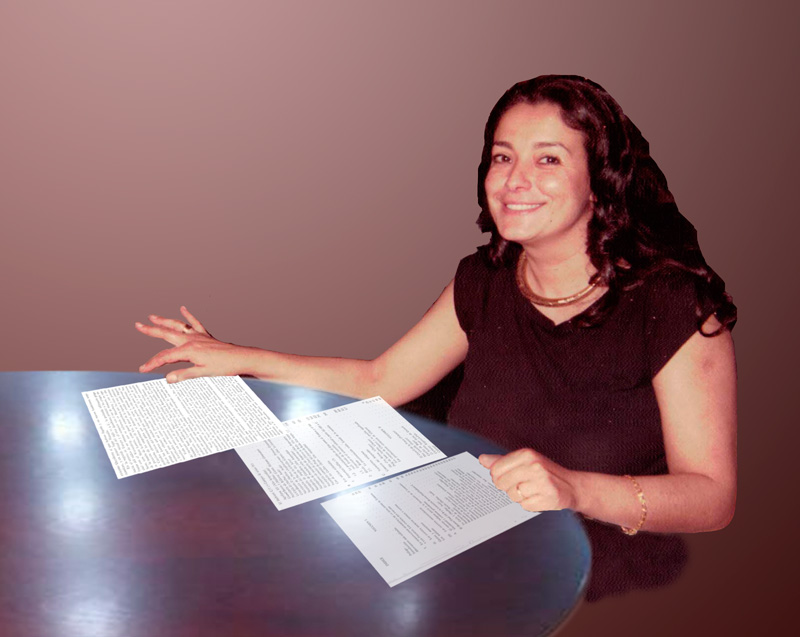
Анна Пужоль Пучвеї

Анна Пухоль Пучвеї (16 серпня 1947 , Фігерас ) — іспанська історик, професор, археолог.

## Наукова діяльність
Анна Пужоль Пучвеї в 1970 році здобула освітній ступінь бакалавра мистецтв Барселонського університету, захистивши наукову роботу «Індикети як літературні та археологічні джерела». 1981 року отримала науковий ступінь — доктора філософії з історії, захистивши докторську дисертацію на тему «Доримське населення північного сходу Піренейського півострова. Генезис і розвиток іберійської культури на землях Жирони та півдня Франції» в Автономному університеті Барселони Понад 15 років викладала в Автономному університеті Барселони, обіймаючи посаду доцента кафедри археології та стародавньої історії. У 1981 році отримала вчене звання професора історії середніх шкіл.
Як археолог, вона викладала кілька технічних курсів в Емпоріоні та разом з міжнародними франко-іспанськими командами проводила розкопки на території таких пам'яток історії та археології, як східний палац Канчо Роано (Заламеа-де-ла-Серена, Бадахос, Іспанія) або галло-римське місто Бібракте (Маунт-Беварі, Нієвр, Франція), а також на території пам'яток різних історичних періодів Іспанії, Каталонії (Улластрет, Ампуріас) та Європи (Сен-Ремі-де-Прованс, Бурж, Бордігера, Лігурія). Досвід викладання археології спонукав її організувати та виступити доповідачем I та II конференції з археології та освіти в Музеї археології Каталонії у 1994 та 1996 роках. Вона також працювала в програмі комп'ютерної освіти (PIE) Департаменту освіти Женералітату Каталонії, результатом якої є електронна база про Іберійців Каталонії, безкоштовно доступна на веб-сайті цього департаменту.
Анна Пужоль Пучвеї є науковим радником Асоціації Amics dels Museus de Catalunya (1974), науковим співробітником Іспанського історичного покажчика з 1973 року та входить до кількох асоціацій: колишній член Інституту археології та передісторії Університету Барселони та член Інституту каталонських студій та патронатів, таких як Санта-Марія-де-Вілабертран. Вона викладала численні курси аспірантам у кількох університетах та установах за кордоном іспанською мовою. Вчена опублікувала численні дослідження про найдавніші моменти в історії Каталонії, як наукового рівня, так і для широкої читацької аудиторії у таких оглядах, як: Ampurias, Extremeños Studies Journal, Annals of the Institute of Empordan Studies, Pyrenae, History and Life, History 16, World Routes National Geographic Society, Archaeology Magazine або Scientific American.
Її робота як дослідниці та письменниці охоплює три взаємопов'язані: прото-історію Каталонії та Європи, походження каталонської кухні, включно з напоями (Виробництво та продаж вина на північному сході Піренейського півострова в стародавні часи), а також переклад книг і досліджень, пов'язаних із двома темами, наприклад, книги, які використовуються Школою архітектури Барселони, Історія архітектурних типологій (Певснер, Ніколаус, оригінальна англійська) або Історія сучасної архітектури (Беневоло, Леонардо, оригінальна італійська)

## Нагороди
Анна Пужоль Пучвеї отримала третю премію Castell del Joncar від міської ради Фігераса та Хорового товариства «Erato» за історичне дослідження (дисертацію) Ампурдана від грецької колонізації до римського завоювання. Згідно зі свідченнями сучасних грецьких і римських авторів (опубліковано в Annals de l'Institut d'Estudis Empordanesos у 1977 році).